# 七福神

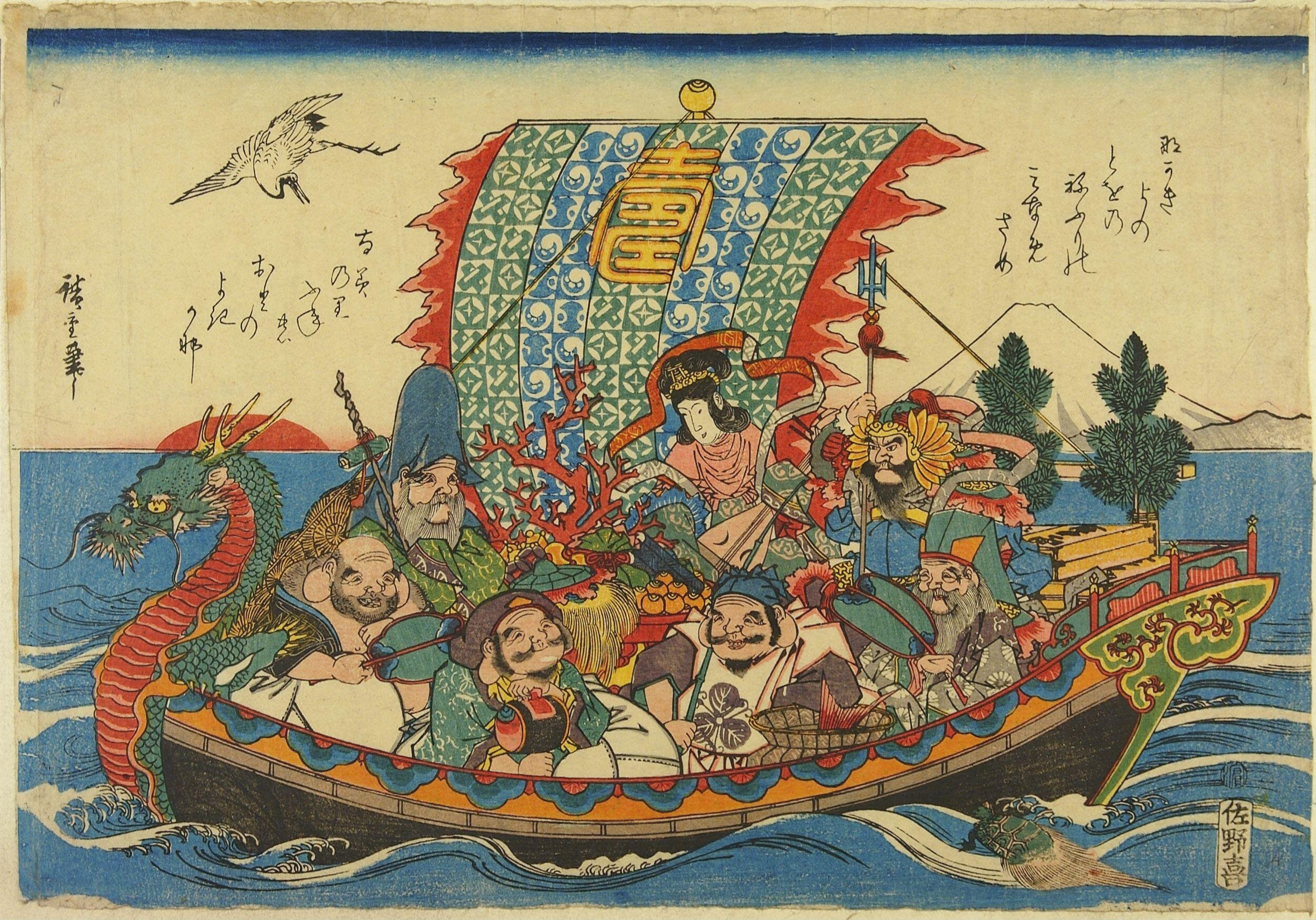
乘著寶船的七福神

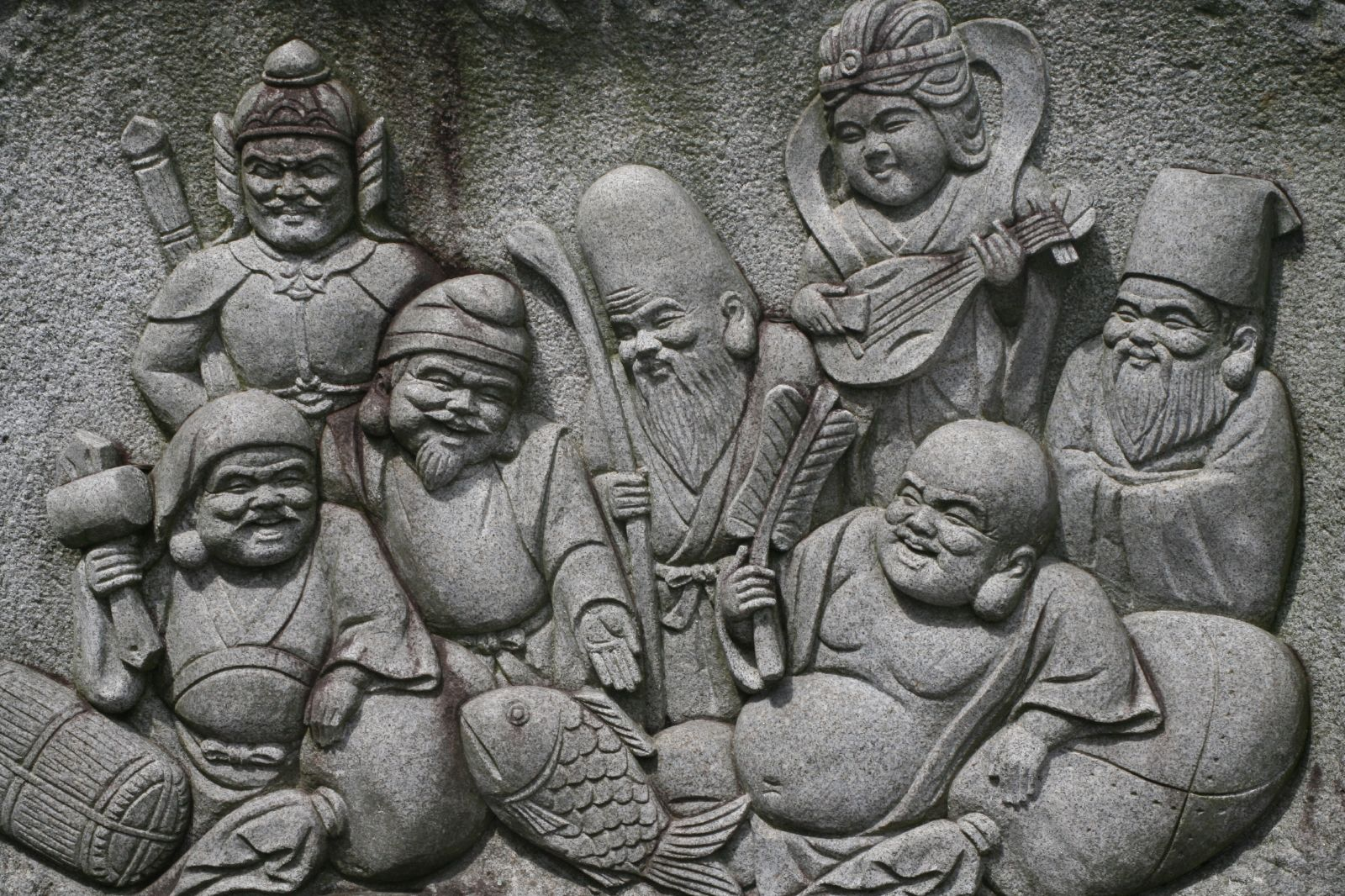
七福神的浮雕

七福神是在日本信仰中被認為會帶來福氣、財運的七尊神明，一般以惠比壽、大黑天、毘沙門天、壽老人、福祿壽、辯才天、布袋為七福神，整體形象類似中國的八仙。
據信七福神起源於關西，但最初由何時、何人所定義已不可考，而且依時代及地方的不同所供奉的七福神也有些差異，例如也有人認為壽老人和福祿壽同為南極老人的化身，應視為同一尊神明，因而改用吉祥天或猩猩來代替壽老人。不過今日的七福神已大致定調，而且排除了不具人形模樣的猩猩和稻荷（亦為福神）。
七福神中除了惠比壽為日本固有神明之外，其餘皆為外來神明（但「大黑」讀音同「大國」，遂與神道的神明「大國主命」神佛習合）。大黑天、毘沙門天、辯才天傳自印度，壽老人、福祿壽、布袋則傳自中國。
日本民間信仰相信，正月時將七福神乘坐寶船的圖繪放在枕下的話就能夠得到一個吉利的初夢。

## 札所一覽

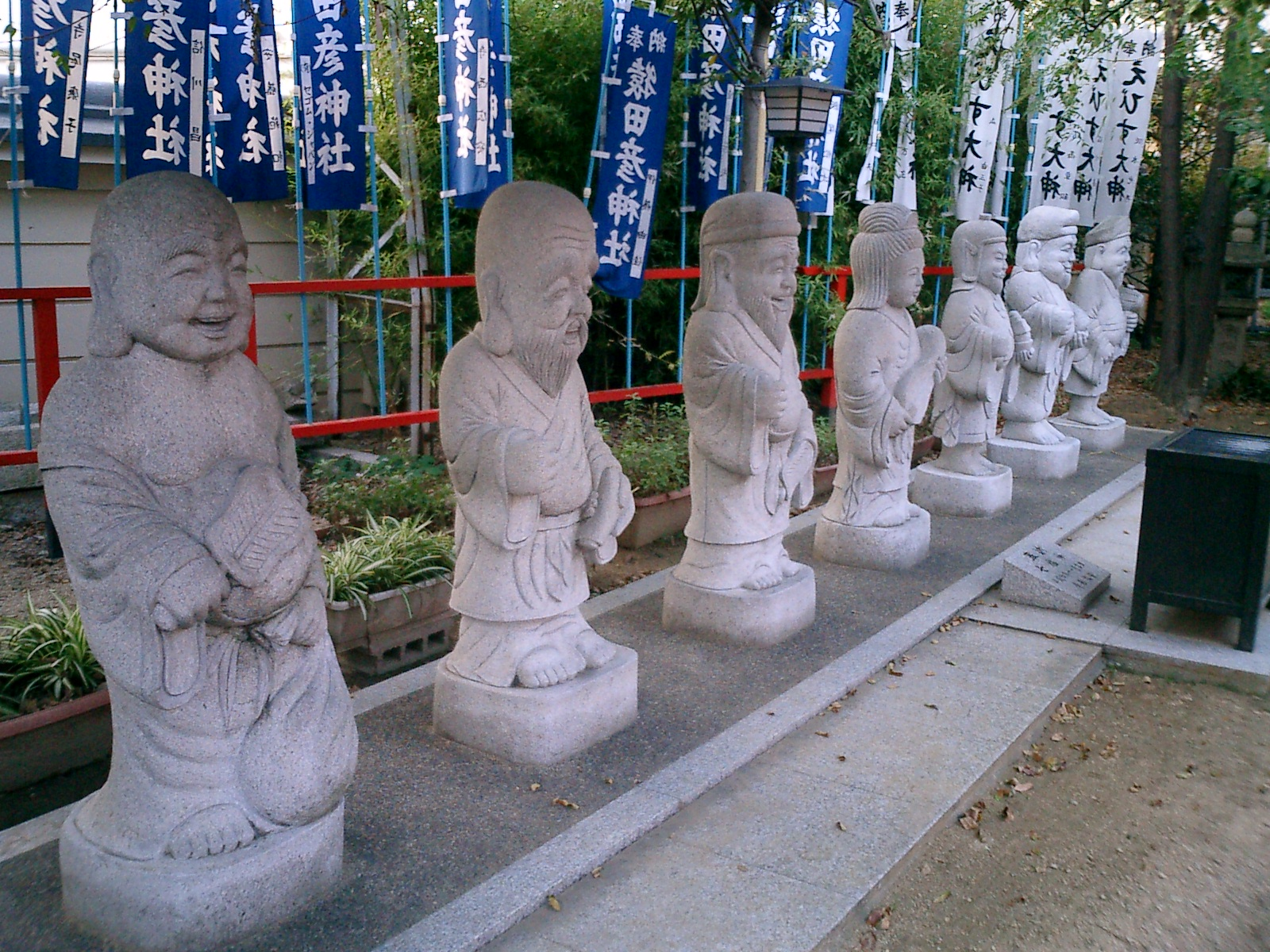
七福神 神戶市垂水區 海神社

- 谷中七福神
- 下谷七福神
- 深川七福神
- 隅田川七福神
- 足利七福神
- 小江戶川越七福神
- 松戶七福神
- 鎌倉江之島七福神
- 藤澤七福神
- 都七福神
- 伊予七福神
- 奧州仙臺七福神
- 大府七福神
- 信州七福神
- 善光寺七福神
- 三河七福神
- 名古屋七福神
- 美濃七福神
- 伊勢七福神
- 武藏野七福神
- 夢前七福神
- 吉田七福神
- 大阪七福神
- 阿波七福神靈場
- 德島七福神靈場
- 日向七福神

## 外部連結
- 七福神大研究